# خوليو غونزاليس (لاعب كرة قاعدة أمريكي)
خوليو غونزاليس (بالإنجليزية: Julio González) هو لاعب كرة قاعدة أمريكي، ولد في 25 ديسمبر 1952 في كاغواس في الولايات المتحدة.

## وصلات خارجية
- خوليو غونزاليس على موقعبيزبول رفرنس.كوم (الدوري الرئيسي) (الإنجليزية)